# Jan Murken
Jan Murken (* 19. August 1934 in Gütersloh) ist ein deutscher Genetiker, Kinderarzt, Professor em. für Kinderheilkunde und Humangenetik, Kommunalpolitiker, Museumsgründer und Museumsleiter in Ottobrunn (Landkreis München).

## Leben
Jan (früher: Jan-Diether) Murken arbeitete seit 1963 als Kinderarzt an der Ludwig-Maximilians-Universität in München und von 1978 bis zu seiner Versetzung in den Ruhestand 2004 als Leiter der Abteilung Medizinische Genetik.
Murken lebt seit 1971 in Ottobrunn und war dort 24 Jahre lang für die SPD im Gemeinderat. Er vertrat von 1972 bis 1986 Ottobrunner Interessen im Kreistag München-Land. Von 1978 bis 2018 setzte er sich im Bezirkstag für Kulturförderung und Denkmalpflege ein.
Seit 1989 leitet Murken das Otto-König-von-Griechenland-Museum in Ottobrunn, das er anregte, konzipierte und in wesentlichen Teilen aufbaute.
Ferner initiierte er 1976 die Gemeindepartnerschaft mit Nauplia, die erste deutsch-griechische Partnerschaft überhaupt.

## Auszeichnungen
Jan Murken ist unter anderem Träger des Bundesverdienstkreuzes am Bande (1995), der Goldmedaille des Historischen Vereins Athen (1999), der Medaille München leuchtet in Silber (2001), des Bayerischen Verdienstordens (2002), der Bayerischen Verfassungsmedaille in Silber (2004), der Ottobrunner Bürgermedaille (2005) und des Goldenen Ehrenrings der Vereinigung der Deutsch-Griechischen Gesellschaften (2005).
2013 wurde er in Dresden zum Ehrenmitglied der Deutschen Gesellschaft für Humangenetik ernannt. Seit 2014 ist Murken Ehrenbürger von Ottobrunn.

## Veröffentlichungen (Auswahl)
- The XYY-syndrome and Klinefelter's syndrome. Investigations into epidemiology, clinical picture psychology, behavior and genetics, Stuttgart: Thieme, 1973
- Humangenetik. Arbeitstext mit 90 Prüfungsfragen nach dem multiple-choice-Prinzip, hrsg. von Jan-Diether Murken und Hartwig Cleve, Stuttgart: Enke, 1975, ISBN 3-432-88171-1
- Taschenlehrbuch Humangenetik, hrsg. von Jan Murken, Stuttgart: Thieme, 8., überarb. Aufl. 2011, ISBN 978-3-13-139298-5
- Otto König von Griechenland Museum der Gemeinde Ottobrunn, Berlin – München: Deutscher Kunstverlag, 2016, ISBN 978-3-422-02424-3